# 22838 Darcyhampton
22838 Darcyhampton è un asteroide della fascia principale. Scoperto nel 1999, presenta un'orbita caratterizzata da un semiasse maggiore pari a 2,7832612 UA e da un'eccentricità di 0,0767712, inclinata di 4,87786° rispetto all'eclittica.